# Charles Lewis Tiffany
Charles Lewis Tiffany (Killingly, 15 febbraio 1812 – New York, 18 febbraio 1902) è stato un gioielliere statunitense.

## Biografia
Figlio di un imprenditore nel settore tessile (il padre era proprietario di un cotonificio), all'età di 25 anni andò a New York con un amico ex compagno di scuola, John B. Young, con cui aprì un negozio di cartoleria e oggettistica, che presto trattò anche gioielli e argenteria. Nel 1841 la ditta accolse un nuovo socio, prendendo il nome di "Tiffany, Young & Ellis". 
Nel 1848 la ditta cominciò a fabbricare gioielli e nel 1850 aprì un proprio negozio a Parigi. Nel 1853 Charles Tiffany ottenne il controllo esclusivo della società, che da allora si chiama Tiffany & Co..  
Quando cominciò la guerra civile americana la Tiffany & Co. convertì la produzione in spade, medaglie ed altro materiale bellico. Nel 1868 vennero aperte filiali a Londra e Ginevra. Nel 1877 acquistò alcuni gioielli della Corona francese. 
Sposò la sorella di John B. Young, Harriet Olivia Young, che gli diede sei figli. Il primogenito, Louis Comfort Tiffany, gli successe nella direzione della società e diventò anche un famoso designer Art Nouveau.